# Шорти

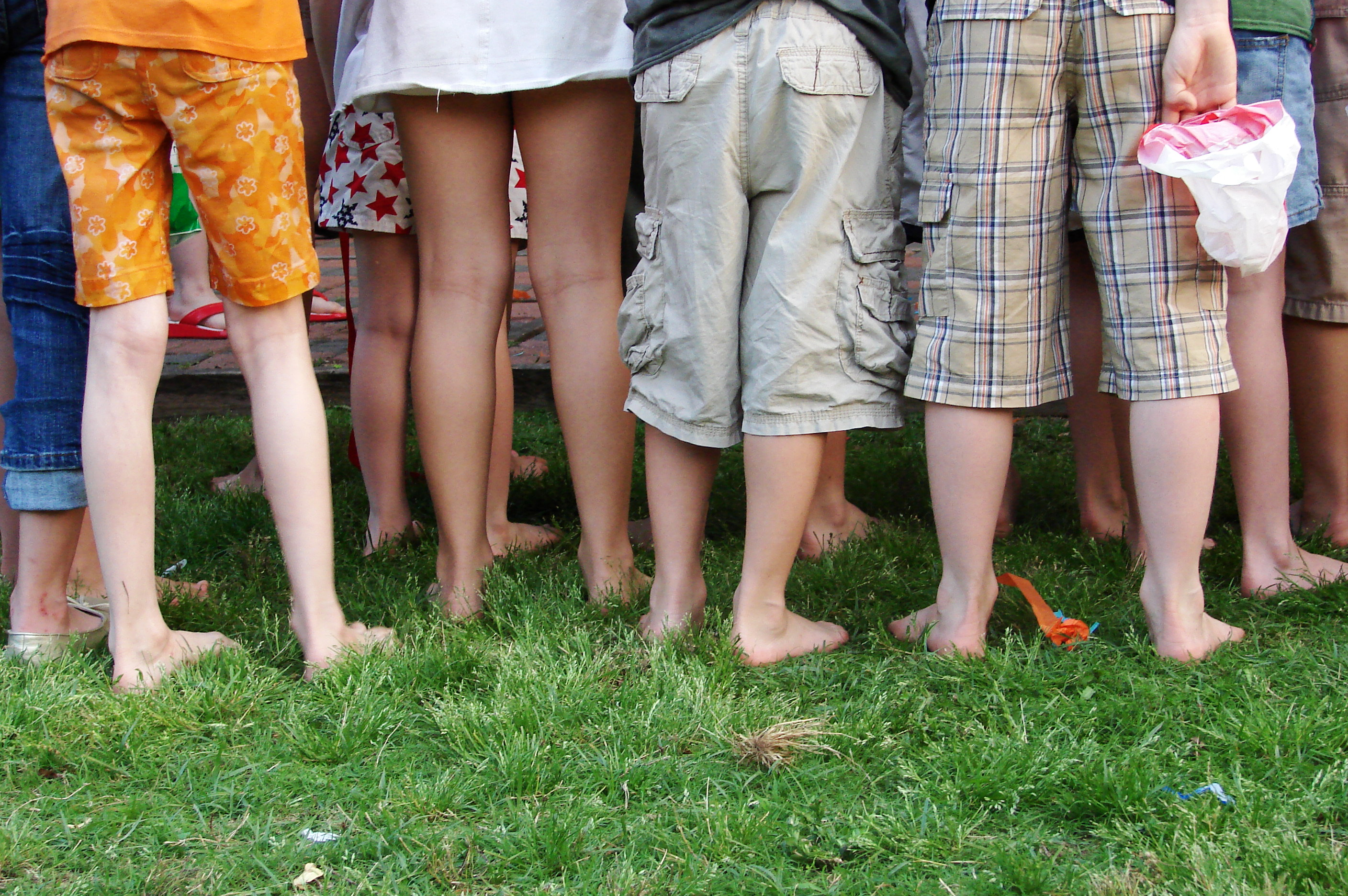
Діти у різноманітних сучасних шортах

Шо́рти (англ. "shorts" від англ. "short" — «короткий») — різновид укорочених штанів.
Короткі шорти та бермуди можуть служити як елемент спортивного одягу, пляжного одягу, одягу для активного відпочинку й вільного часу, а також бути деталлю уніформи (шкільна форма у низці країн (Велика Британія, Японія, Сингапур тощо), скаутська форма, піонерська форма в колишньому СРСР, військова форма для тропічної зони і т. ін.), деталлю національного костюму (напр. у Баварії).
Впродовж тривалого часу шорти були атрибутом дитячого одягу і сприймалися як показник приналежності до певної вікової категорії, проте починаючи з другої половини 60-х років, шорти перестали асоціюватися з дитячим віком. Сучасні шорти різної довжини можуть бути деталлю як чоловічого, так і жіночого одягу для всіх вікових категорій.

## Класифікація
Під шортами розуміють як укорочені штани взагалі, так і лише певний тип коротких штанів.
У ширшому розумінні (укорочені штани взагалі), залежно від їхньої довжини, матеріалу та форми, поділяються на наступні типи:
В залежності від довжини
- Власне шорти (класичні шорти, континентальні шорти) — ті, що відкривають стегна на 1/2, або 2/3.
- Міні-шорти, шоритики або англ. Hot Pants - найкоротші шорти, що повністю відкривають стегна
- Бермуди - відкривають стегна менше, ніж на 1/2.
- Бриджі - штани по коліна
- Капрі - нижче за коліна

Стилістичні та функціональні типи
- Боксери - чоловічі нижний одяг
- Ледерхозе - баварські національні шкіряні штани

## Галерея

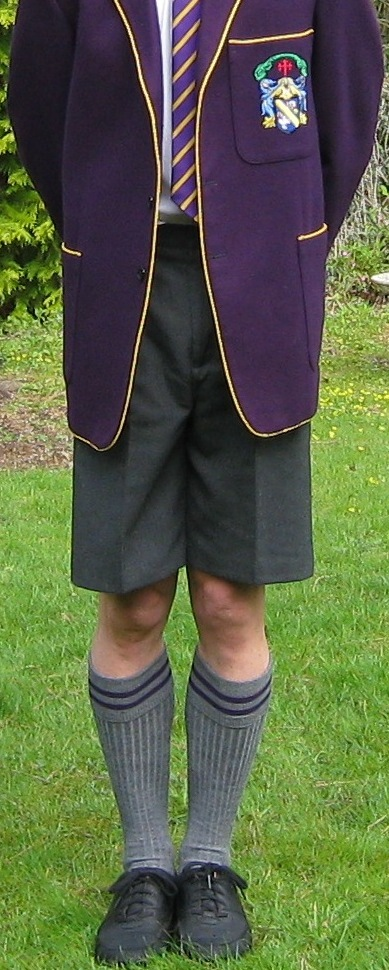
Класичні шорти уніформи британського школяра
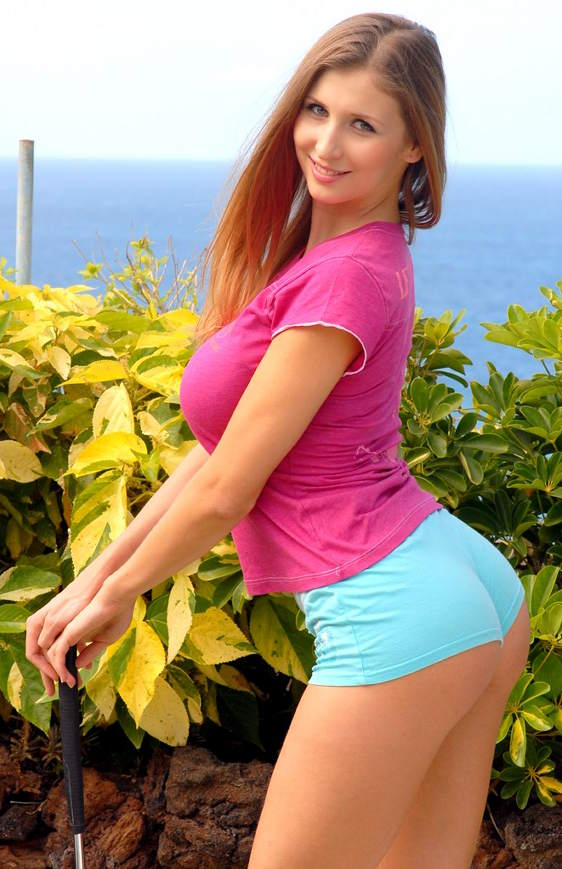
Блакитні "hot pants"
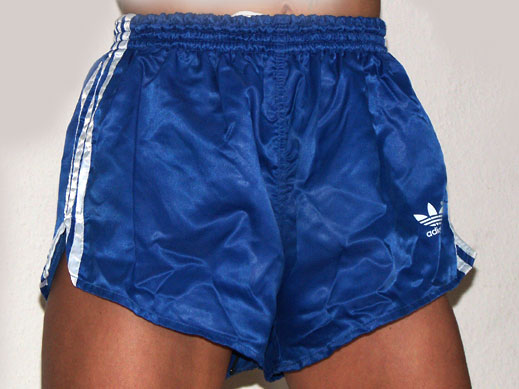
Спортивні «боксери» (марки Adidas, 1980-ті рр)
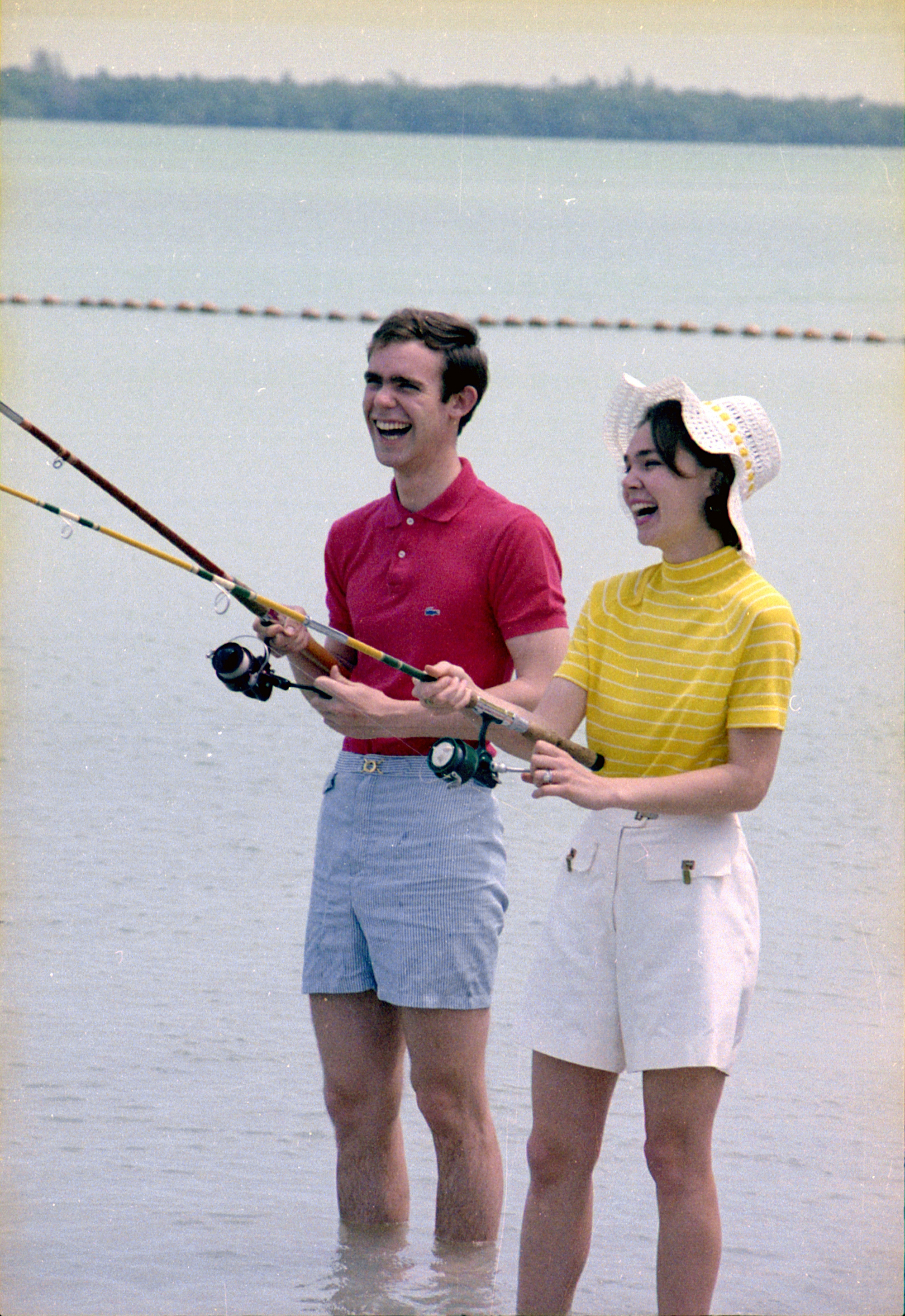
Традиційні «out-door» шорти сер. 20 ст.

## Зовнішні посилки
Вікісховище має мультимедійні дані за темою: Шорти